# Hansi Waldherr
Johann „Hansi“ Waldherr (* 8. Februar 1921 in Budapest; † 16. November 1997 in Hamburg) war ein Catcher (Ringkämpfer, Wrestler), Bierstubenpächter und Schauspieler, bei Film, Fernsehen und Bühne abonniert auf Schurken- und Raufboldrollen.

## Karriere als Ringer
Waldherr wuchs in Wien auf und begann seine Berufslaufbahn nach dem Krieg als Catcher. Bald hatte er sich unter dem Signum Der Würger von Wien in entsprechenden Kreisen einen Namen gemacht. Von 1951 bis 1966 sind über 583 Ringkämpfe Waldherrs nachweisbar, von denen er 261 gewann, 187 verlor und 135 unentschieden endeten. Zeitweise benutzte er auch den Namen Dr. Adolf Kaiser als weiteres Signum in Frankreich und dem Vereinigten Königreich im Ring. Der englische Künstler und Wrestlingfan Peter Blake malte ihn als Ringer Baron Adolf Kaiser Anfang der 1960er Jahre. Das Ölbild befindet sich als Teil der Arts Council Collection im Southbank Centre in London.

## Karriere als Schauspieler
Nach dem Ende seiner Ringerkarriere entschloss sich Waldherr zum Wechsel zur Schauspielerei, nahm Unterricht und spielte Theater: Gastspiele führten ihn nach Wuppertal, Bad Godesberg, Bremen und Essen. Im Anschluss daran folgten auch Kinoangebote. Vor der Kamera ließ man den kraftvollen, bisweilen aber auch ein wenig behäbig wirkenden Mimen oftmals tumbe Kraftprotze, trottelige Kleinganoven und Schläger (wie etwa in einigen Jerry-Cotton-Streifen) spielen, mehrfach mit einem Stich ins Komödiantische (wie etwa in Ein Käfer gibt Vollgas).
Waldherrs physische Präsenz und sein Sinn für kauzigen Humor machten ihn in den ausgehenden 1960er und frühen 1970er Jahren zu einer populären Person von hohem Wiedererkennungswert: Immer wieder sah man ihn nicht nur als Gast in einer Reihe von Serienfolgen und Einzelproduktionen (z. B. Der Forellenhof, Das Fernsehgericht tagt, Percy Stuart, Landarzt Dr. Brock, Der große Schwindel, Privatdetektiv Frank Kross) des deutschen Fernsehens, sondern auch in beliebten Unterhaltungsshows (Rudi Carrell Show, Peter Alexander Show), in denen er seine eigene Rollentypisierung parodierte und ironisierte. Anfang der 1960er Jahre spielte er eine Nebenrolle an der Seite von Günter Pfitzmann in der Krimireihe Gestatten, mein Name ist Cox in der Folge Das Mörderhaus; Drehort war Hamburg-Wandsbek.
Seine kraftvolle Erscheinung wusste Hansi Waldherr später auch im Freilichttheater einzusetzen; so trat er beispielsweise in den frühen 1970er Jahren im Rahmen der Karl-May-Spiele Bad Segeberg auf. Zu Beginn der 1990er Jahre zog er sich ins Privatleben zurück. 1994 wurde der Kurzdokumentarfilm Der Würger von Wien von Filmemacher Christian Nusch beim Filmfest Bremen in Waldherrs Anwesenheit  uraufgeführt.

## Privates
Waldherr war verheiratet und lebte mit seiner Frau Erika in Hamburg-Hamm. Am Winterhuder Marktplatz betrieb das Ehepaar viele Jahre die nicht mehr existierende Kneipe Winterhuder Bierstube. Sein Lebensweg nach 1994 ist nicht bekannt. Unbemerkt von der Öffentlichkeit und den Medien verstarb Hansi Waldherr im Jahr 1997. Seine letzte Ruhestätte fand er auf dem Friedhof Ohlsdorf, dort ruht er in der Gemeinschaftsgrabstätte Katholische Brüderschaft, nordöstlich von Kapelle 2.

## Filmografie (nur Kino)
- 1965: Schüsse aus dem Geigenkasten
- 1966: Die Rechnung – eiskalt serviert
- 1967: Der Mörderclub von Brooklyn
- 1967: St. Pauli zwischen Nacht und Morgen
- 1967: Operation Taifun
- 1967: Wenn es Nacht wird auf der Reeperbahn
- 1968: Carrera – Das Geheimnis der blonden Katze (El magnifico Tony Carrera)
- 1968: Dynamit in grüner Seide
- 1968: Wegen Reichtum geschlossen
- 1968: Sommersprossen
- 1969: Kommissar X – Drei goldene Schlangen
- 1969: Charley’s Onkel
- 1969: Köpfchen in das Wasser, Schwänzchen in die Höh’
- 1969: Die Engel von St. Pauli
- 1970: Unter den Dächern von St. Pauli
- 1970: Liebling, sei nicht albern!
- 1971: St. Pauli Nachrichten – Thema Nr. 1
- 1971: Rosy und der Herr aus Bonn
- 1971: Hurra, bei uns geht’s rund
- 1971: Unser Willi ist der Beste
- 1971: Die tollen Tanten schlagen zu
- 1971: Rudi, benimm dich!
- 1971: Die Kompanie der Knallköppe
- 1972: Ein Käfer gibt Vollgas
- 1972: Situation
- 1973: Wer einmal in das Posthorn stößt
- 1994: Der Würger von Wien (Kurzdokumentarfilm)

## Filmografie (nur Fernsehen) (Auswahl)
- 1957–1959: Catch (Ringer als Dr. Adolf Kaiser in min. 4 Folgen)
- 1965: Die Katze im Sack (Zweiteiler)
- 1965: Gestatten, mein Name ist Cox (1 Folge)
- 1965: Goldielocks (Fernsehfilm)
- 1965–1970: Lautlose Jagd (2 Folgen)
- 1966: Der große Schwindel – Musical aus der Welt des Stummfilms (Fernsehfilm)
- 1966: Der Forellenhof (1 Folge)
- 1966–1968: Cliff Dexter (13 Folgen)
- 1967: Jim Valentines großer Coup (Fernsehfilm)
- 1967: Keine Angst vor Kolibris (Fernsehfilm)
- 1967: Dreizehn Briefe (1 Folge)
- 1967: Der Zweikampf (Kurzfilm)
- 1967: Landarzt Dr. Brock (2 Folgen)
- 1967: Bürgerkrieg in Russland (Mehrteiler)
- 1967–1969: Das Fernsehgericht tagt (2 Folgen)
- 1968: Großer Mann was nun? (1 Folge)
- 1968: Dem Täter auf der Spur (1 Folge)
- 1968: Anker auf und Leinen los! (1 Folge)
- 1968: Aktenzeichen XY (1 Folge)
- 1969: Polizeifunk ruft (1 Folge)
- 1969: Percy Stuart (1 Folge)
- 1969: Königin der Nacht (Fernsehfilm)
- 1969–1973: Die Rudi Carrell Show (12 Folgen)
- 1970: Mensch bleiben, sagt Tegtmeier (2 Folgen)
- 1970: Peter Alexander präsentiert Spezialitäten (1 Folge)
- 1972: Privatdetektiv Frank Kross (1 Folge)
- 1972: Das Geheimnis der Mary Celeste (Fernsehfilm)
- 1972: Die Nacht ist nicht allein zum Schlafen da (Fernsehfilm)
- 1972: Express (1 Folge)
- 1972: Der Fall von nebenan (1 Folge)
- 1972: Im Auftrag von Madame (2 Folgen)
- 1973: Rabe, Pilz und dreizehn Stühle (1 Folge)
- 1974: Zwischen den Flügen (1 Folge)
- 1974: Autoverleih Pistulla (1 Folge)
- 1977: Tatort – Spätlese
- 1980: I. O. B. – Spezialauftrag (1 Folge)
- 1981–1983: Locker vom Hocker (5 Folgen)
- 1989: Großstadtrevier (1 Folge)
- 1990: Unternehmen Jocotobi (Mehrteiler)

## Bühne (Auswahl)
- 1966: Piriluoh oder die fliegende Kuh (Hamburg)
- 1968: Karl May Festival: Der Schatz im Silbersee (Berlin)
- 1972: In den Schluchten des Balkan (Bad Segeberg)
- 1973: Unter Geiern – Der Geist des Llano Estacado (Bad Segeberg)
- 1974: Das Vermächtnis des Inka (Bad Segeberg)
- 1982: Das Sparschwein (Bremen) (-1983)
- 1988: Die Dreigroschenoper (Berlin) (-1989)